# Anita Włodarczyk
Anita Włodarczyk (Rawicz, 8 de agosto de 1985) é uma atleta polonesa, tricampeã olímpica, tetracampeã mundial e recordista mundial do lançamento do martelo. Foi a primeira  atleta a lançar o martelo acima dos 80 metros e detém o atual recorde mundial feminino de 82,98 m.

## Carreira
Ganhou o seu primeiro título polonês sub-23 em 2007 e competiu em Pequim 2008 ficando em sexto lugar. Sua primeira medalha de ouro veio no Campeonato da Europa de Nações de 2009, em Portugal, no que foi a sua primeira vitória internacional. Neste mesmo ano, quebrou o recorde nacional polonês em Cottbus, na Alemanha, com a marca de 77,20 m, então a quarta melhor do mundo. Em agosto, no Campeonato Mundial de Berlim ganhou a medalha de ouro e quebrou o recorde mundial com um lançamento de 77,96 m, encerrando ali mesmo a sua temporada, depois de deslocar o tornozelo esquerdo comemorando o recorde.
Retornou às competições em abril de 2010 vencendo o meeting de Dacar e em junho quebrou seu próprio recorde mundial com um lançamento de 78,30 m em Bydgoszcz, na Polônia, em frente a seu público. Seu recorde foi quebrado em 2011 pela alemã Betty Heidler mas continuou a ser uma das favoritas ao ouro no Mundial de Daegu 2011, onde porém não conseguiu medalhar, ficando em quinto lugar. Conseguiu seu grande resultado em Jogos Olímpicos conquistando a prata em Londres 2012, com a marca de 77,60 m, superando Heidler mas ficando atrás da russa Tatyana Lysenko, campeã olímpica.
Em Londres, e desde então, Anita usou os sapatos de lançamento e as luvas pertencentes a Kamila Skolimowska, a primeira polonesa campeã olímpica do martelo, título que conquistou com 17 anos em Sydney 2000, e que morreu em 2009 aos 26 anos de embolia pulmonar. Anita, que foi guiada por Camila em Pequim 2008, sua estreia em Olimpíadas e despedida de Skolimowska, fez grande amizade com a família da compatriota após sua morte e recebeu deles diversos objetos e equipamentos de uso pessoal em competições de Kamila; foi usando eles que Anita ganhou a medalha de prata em Londres e a dedicou à amiga:"Quando eu entrei no estádio em Londres eu pedi a Kamila que ficasse comigo. Eu ganhei minha medalha graças a ela e a dediquei a ela".
Depois de conquistar nova marca mundial – 79,58 m – em 2014, em 1 de agosto de 2015 ela lançou o martelo a 81,09 m, em Władysławowo, Polônia, estabelecendo nova marca mundial e sendo a primeira mulher a superar os 80 metros. Três semanas depois, em Pequim 2015, onde chegou com um cartel de 16 vitórias consecutivas no ano, tornou-se novamente campeã mundial, recuperando seu título de Berlim 2009, com dois lançamentos de 80,27 m e 80,85 m, este último recorde do Campeonato Mundial de Atletismo, os segundo e terceiro maiores lançamentos da história, atrás apenas de seu próprio recorde mundial.
Em 2016, durante a preparação para os Jogos Olímpicos do Rio de Janeiro, ela alcançou a então terceira melhor marca do mundo –  79,61 m – durante a disputa do Janusz Kusocinski Memorial em seu país natal, inferior apenas às suas duas marcas acima de 80 metros. Em julho, sagrou-se tricampeã europeia em Amsterdã, com um lançamento de 78,14 m. No mesmo mês, fez seu terceiro lançamento acima dos 80 metros – 80,26 m – ao vencer o Kamila Skolimowska Throws Festival em Cetniewo, na Polônia, o mesmo torneio onde estabeleceu seu recorde mundial no ano anterior.
Na Rio 2016, onde chegou como franca favorita ao título olímpico, conquistou a medalha de ouro com um novo recorde mundial e olímpico – 82,29 m – mais de um metro acima de sua marca anterior, emulando sua compatriota Kamila e usando a mesma luva cinza que a primeira campeã olímpica da Polônia usava em suas competições, realizando a melhor série de lançamentos do martelo na história da modalidade feminina. O recorde durou pouco, e menos de duas semanas depois Anita melhorou novamente a sua marca, com um lançamento de 82,98 m durante o  Skolimowska Memorial – torneio de atletismo criado em homenagem à sua falecida amiga e mentora – em Varsóvia.
Em outubro de 2016, Anita tornou-se bicampeã olímpica do lançamento do martelo, herdando oficialmente a medalha de ouro dos Jogos de Londres 2012 – onde tinha sido prata – após o Comitê Olímpico Internacional caçar a medalha da russa Tatyana Lysenko, vencedora da prova, depois que reexames das amostras de urina de Londres indicaram a presença da substância proibida Turinabol em seu organismo.
Conquistou o tricampeonato mundial da modalidade em Londres 2017, com um lançamento de 77,90 m. Uma lesão no joelho a impediu de participar do Campeonato Mundial de Doha, em 2019, que ela acompanhou apenas como comentarista do canal TVP Sport. Em Doha, recebeu a medalha de ouro do Mundial de Moscou 2013, onde havia conquistado a prata, depois da desclassificação da vencedora na ocasião, a russa Tatyana Lysenko, de quem também havia herdado o ouro em Londres 2012, tornando-se assim oficialmente tetracampeã mundial da prova. 
De volta às competições em alto nível em 2021, mesmo sem estar na forma com que quebrou várias vezes seus próprios recordes mundiais anteriormente, tornou-se tricampeã olímpica em Tóquio 2020, os Jogos adiados pela pandemia de Covid-19, com um lançamento de 78,48 m.
Anita encerrou sua carreira olímpica em Paris 2024, às vésperas de completar 39 anos, com um quarto lugar na prova.

## Prêmios
- Após se tornar campeã mundial em 2009, Anita foi condecorada com a Ordem da Polônia Restituta, a maior honraria do Estado polonês, no grau de Cruz de Cavaleiro.[19]
- Em 2016, após o bicampeonato olímpico na Rio 2016, sua condecoração foi promovida ao grau de Cruz de Oficial. [20]
- Em 2021, após o tricampeonato olímpico em Tóquio, a condecoração foi novamente promovida ao grau de Cruz de Comandante com Estrelas, o segundo mais alto grau da Ordem, abaixo apenas da Grã-Cruz, outorgada apenas a chefes-de estado. [21]

## Na cultura popular
Em 2021, a Mattel anunciou o lançamento de uma boneca Barbie Shero baseada na figura de Anita, "por sua inspiração a outros de perseguir seus próprios sonhos".

## Citação
| “ | Anita Wlodarczyk é simplesmente a maior lançadora de martelo de todos os tempos. Steve Landells – International Association of Athletics Federations (IAAF) | ” |